# Кастрецато
Кастрецато је насеље у Италији у округу Бреша, региону Ломбардија.
Према процени из 2011. у насељу је живело 6486 становника. Насеље се налази на надморској висини од 125 м.

## Становништво
| 1951. | 1961. | 1971. | 1981. | 1991. | 2001. | 2011. |
| ----- | ----- | ----- | ----- | ----- | ----- | ----- |
| 3.653 | 3.587 | 3.929 | 4.395 | 5.042 | 5.800 | 7.083 |